# Renato Bossi
Renato Bossi (Milano, 7 dicembre 1907 – 1948) è stato un tennista e attore italiano.

## Biografia
Tennista milanese, Bossi rappresentò l'Italia in una partita di Coppa Davis del 1938 contro la Francia a Parigi, dove perse in cinque set in singolare contro Pierre Pellizza. Vinse i campionati nazionali di doppio maschile e doppio misto nel 1946. Come attore, i crediti di Bossi includono il film di Duilio Coletti del 1948 Il grido della terra e il film di Sergio Grieco del 1950 Il sentiero dell'odio. Era sposato con la tennista tedesca Annalisa Bossi. 
Bossi morì in giovane età di leucemia. Altre fonti riportano il decesso causato da incidente aereo.

## Coppa Davis

### Giocatore

#### Singolare
1 partite: 0 vittorie - 1 sconfitta

### Statistiche
Vittorie in singolare: 0%
Vittorie totali: 0%

## Filmografia
- La primadonna, regia di Ivo Perilli (1943)
- Peccatori, regia di Flavio Calzavara (1945)
- Fatto di cronaca, regia di Piero Ballerini (1945)
- Il grido della terra, regia di Duilio Coletti (1949) postumo
- Il sentiero dell'odio, regia di Sergio Grieco (1950) postumo